# St-Martin (Colmars)

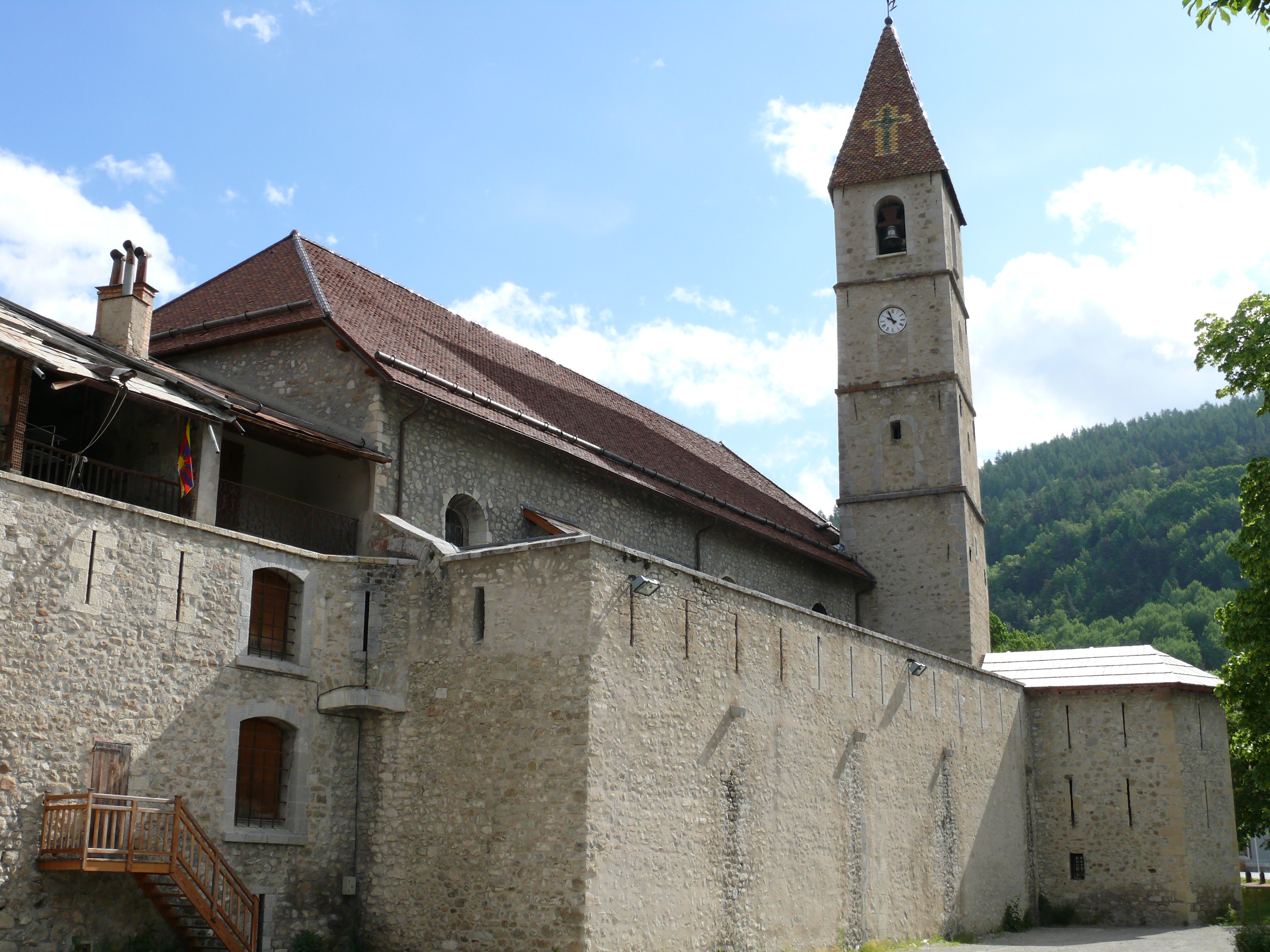
Kirche St-Martin in Colmars-les-Alpes, Ansicht von Südwesten

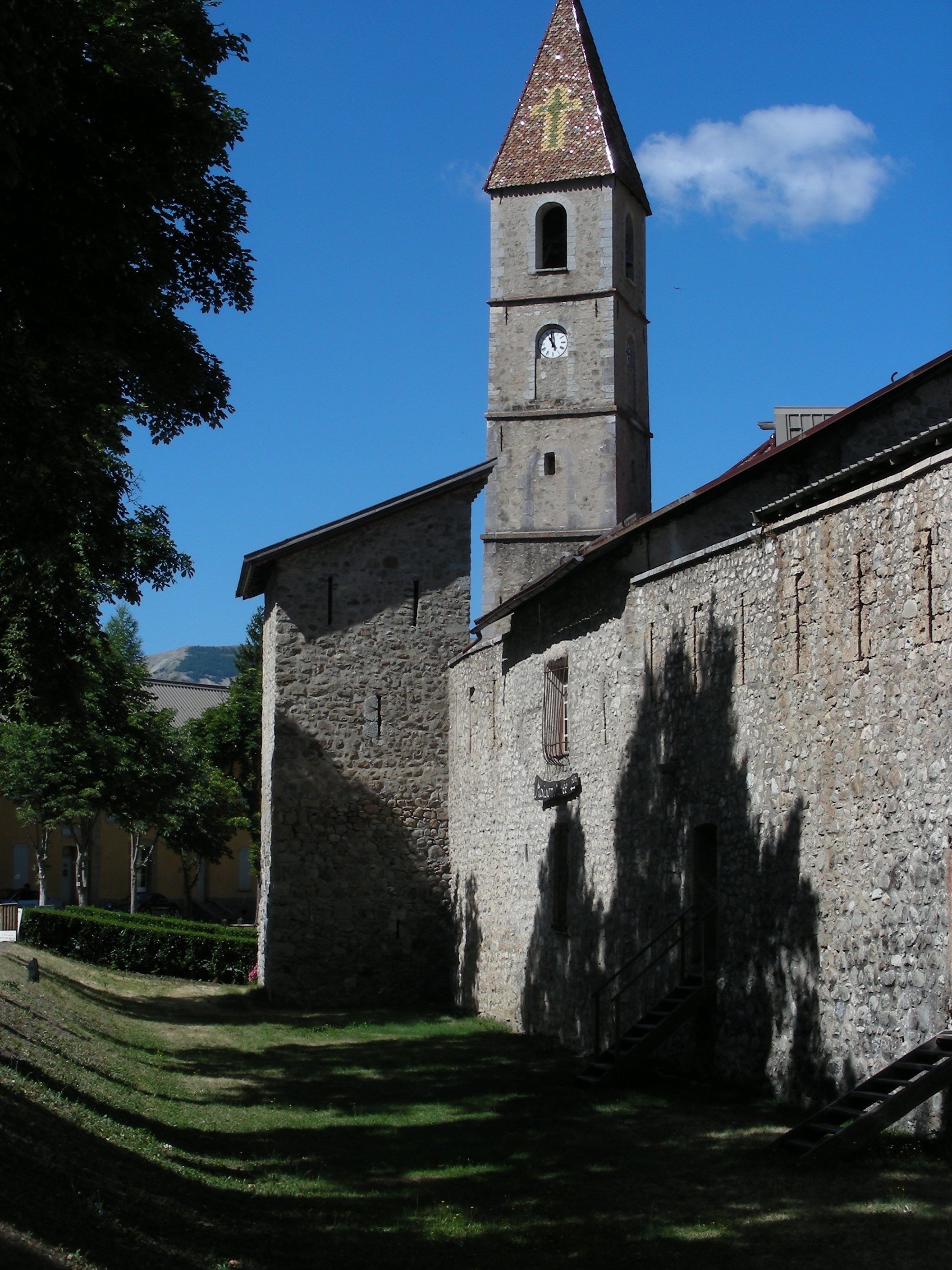
Glockenturm, Ansicht von Osten

Saint-Martin ist eine römisch-katholische Kirche in der provenzalischen Gemeinde Colmars im Bistum Digne. Sie ist seit 1994 als Monument historique eingestuft.

## Lage und Funktion
Die in die Baumasse der Ortsbefestigung eingefügte geostete Kirche samt Glockenturm liegt mit ihrer Fassade in der Grande Rue (auch: Grand’Rue). Sie dient der Pfarrei Haut Verdon (Pfarrer seit 2024: Marcellin Tchalla) als Pfarrkirche. An die Kirche angebaut ist die ehemalige Büßerkapelle (Chapelle des Pénitents) mit eigenem Glockentürmchen.

## Patrozinium
Die Kirche ist dem Patronat des heiligen Martin von Tours anvertraut.

## Geschichte und Ausstattung
Das heutige Gebäude wurde von 1681 bis 1696 im gotischen Stil errichtet. Es besteht aus einem Mittelschiff (vier Bögen lang) und einem rechten Seitenschiff. Das Eingangsportal stammt von der Vorgängerkirche und trägt deren Baudatum (1530) sowie den Namen ihres damaligen Restaurators (Mathieu d’Anvers). Die Kirche enthält zwei Retabel aus dem 17. und 18. Jahrhundert sowie verschiedene Gemälde.